# Fons Wouters
Alfons (Fons) Wouters (Geel, 18 augustus 1940 - Mol, 25 maart 2020) was een Belgisch bankier.

## Biografie
Fons Wouters was gedelegeerd bestuurder en voorzitter van het directiecomité van ABB Verzekeringen en dienst opvolger KBC Verzekeringen. In 1999 werd hij in opvolging van Jos Daniëls voorzitter van de raad van bestuur van KBC Verzekeringen. Willy Duron volgde hem op als voorzitter van het directiecomité. Tevens was hij vice-gedelegeerd bestuurder en bestuurslid van de KBC Groep. Hij bekleedde ook bestuursmandaten bij Almanij, AVEVE, Fidea, FBD Ierland, Secura en de Vlaamse Toeristenbond-Vlaamse Automobilistenbond. Wouters was tevens hoogleraar aan VLEKHO en voorzitter van het beleggingscomité van de Katholieke Universiteit Leuven. In 2003 was hij medeoprichter van het Fonds Professor Eric Suy.